# MTV Hip Hop Awards
Gli MTV Hip Hop Awards è stata manifestazione organizzata dall'emittente televisiva MTV, dedita a celebrare e premiare i cantanti e le canzoni della scena urban, rap e hip hop italiana più popolari dell'anno. La prima e unica edizione dell'evento si è tenuta all'Alcatraz di Milano il 12 dicembre 2012.
La diretta della cerimonia è stata trasmessa in diretta su MTV e simultaneamente anche su MTV Music, con la conduzione di Nina Zilli.

## Regolamento
Tutti i premi sono votabili da chiunque disponga di una connessione internet, accedendo al sito ufficiale dell'emittetente MTV Italia, con un massimo di dieci preferenze al giorno per ciascuna categoria dal 19 ottobre 2012 e fino al 12 dicembre 2012. Il premio  Best Dance Crew prevede una votazione a step di eliminazione partendo da 8 candidati nella prima fase, dal 14 ottobre 2012 e fino al 2 dicembre 2012, con votazione finale delle tre più votate nella precedente fase dal 3 dicembre 2012 al 12 dicembre, fino a chiusura del voto durante la trasmissione dell’evento.

## Edizioni
| Anno | Luogo    | Città  | Presentatore |
| 2012 | Alcatraz | Milano | Nina Zilli   |

### Vincitori
| Anno | Categoria                               | Vincitore                                                |
| 2012 | Best Artist                             | Marracash                                                |
| 2012 | Best New Artist                         | Emis Killa                                               |
| 2012 | Album of the Year                       | Club Dogo – Noi siamo il club                            |
| 2012 | Song of the Year                        | Fedez – Faccio brutto                                    |
| 2012 | Video of the Year                       | Mondo Marcio – Senza cuore                               |
| 2012 | Best Live                               | J-Ax                                                     |
| 2012 | Best Freestyler                         | Ensi                                                     |
| 2012 | Best Crossover                          | Salmo                                                    |
| 2012 | Best Collaboration                      | Emis Killa, Club Dogo, J-Ax & Marracash – Rap X L'Emilia |
| 2012 | Vodafone Square Italian Best Dance Crew | Yessai Squad                                             |
| 2012 | MTV Rap Icon                            | J-Ax                                                     |

## Categorie
- Best Artist
- Best New Artist
- Album of the Year
- Song of the Year
- Video of the Year
- Best Live
- Best Freestyler
- Best Crossover
- Best Collaboration
- Vodafone Square Italian Best Dance Crew
- MTV Rap Icon

## Accoglienza
Il sito del giornalista Davide Maggio definisce il programma «un piccolo Sanremino» ritenendolo «decisamente meno formale per la rete più giovane degli anni che hanno preceduto la liberalizzazione portata dal digitale», rimanendo piacevolmente colpito dagli ospiti scelti nella prima edizione, scrivendo che «si guarda anche al futuro, con la partecipazione di coloro che sperano di diventare altri motori di coesione di questo progetto di televisione di musica e intrattenimento» tra cui mette in risalto le figure di Virginia Raffaele e Caterina Guzzanti.
Gennaro Marco Duello di Fanpage.it, recensendo la prima edizione in diretta, trova la regia del programma «organizzata all'ultimo momento» oltre che «improvvisata  e svogliata». Duello non sostiene la scelta della Zilli come conduttrice, definita «inadeguata», sottolineando che in generale «non è questo il senso del rap, dell'hip hop. È stata data un'immagine che non è reale di questo genere musicale».